# Side

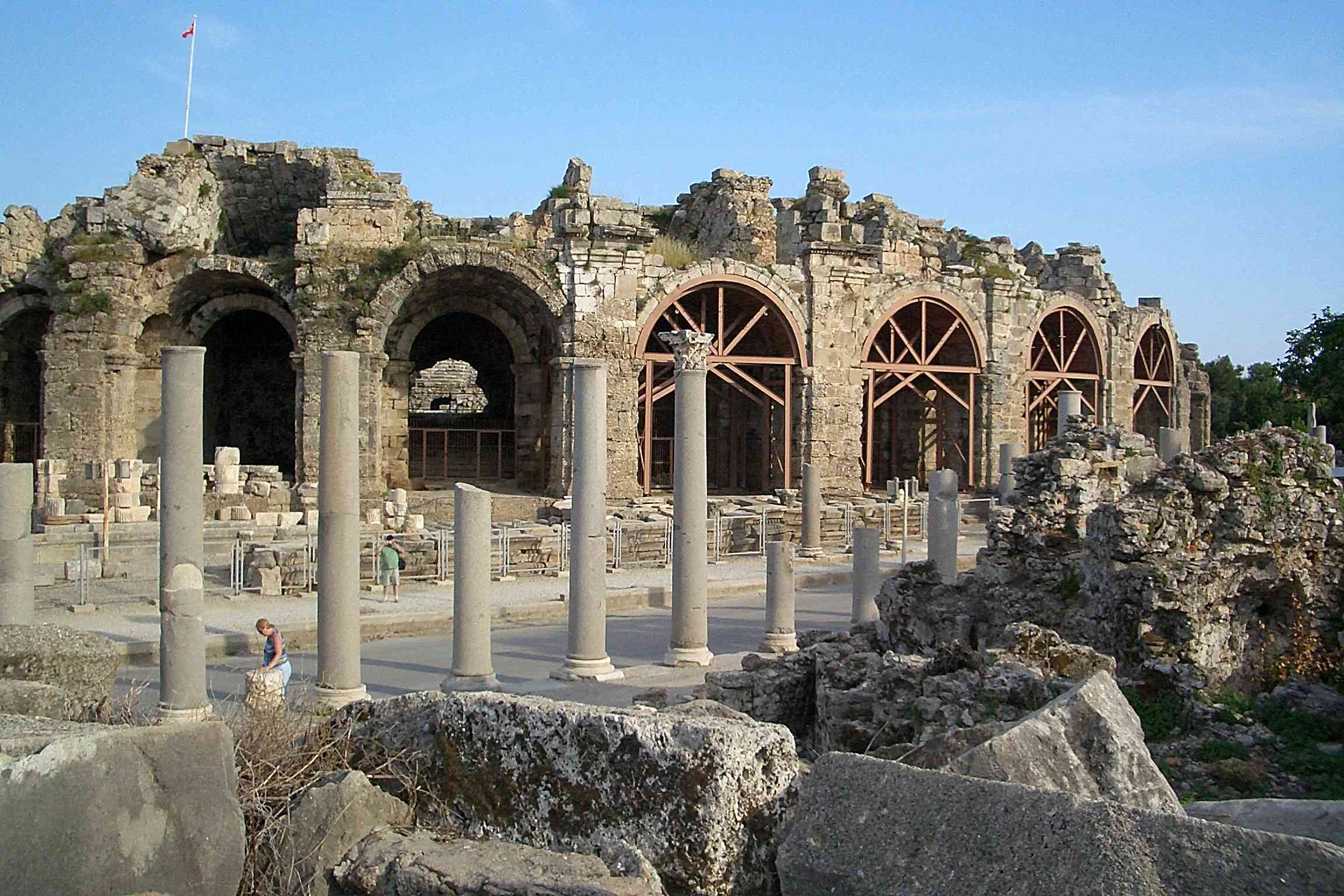
Il teatro romano di Side

Side fu un'antica città dell'Anatolia meridionale, nella regione della Panfilia. Fu fondata nel VII secolo a.C. dai profughi anatolici in fuga dopo il crollo dell'Impero ittita, che colonizzarono la regione (Sidetici).
La città entrò presto nell'orbita della Lidia prima e dell'Impero persiano poi, per essere infine occupata da Alessandro Magno nel 333 a.C.
Divenuta città ellenistica, nel 67 a.C. fu conquistata da Pompeo e divenne parte dell'Impero romano.
Il declino di Side iniziò nel IV secolo e fu dovuto a incursioni di armati, vere e proprie invasioni e terremoti. Nel X secolo Side fu definitivamente abbandonata.
Side è la patria dello storico Filippo di Side (V secolo).